# Pedro Alonso (basket-ball)
Pour les articles homonymes, voir Pedro Alonso et Alonso.
Pedro Alonso, né le 2 juillet 1910, à La Havane, à Cuba et mort le 30 octobre 2006, à Getafe, en Espagne, est un ancien joueur cubain naturalisé espagnol de basket-ball.

## Palmarès
- Finaliste du championnat d'Europe 1935